# Champagnac (Cantal)
Champagnac (okzitanisch: Champanhac) ist eine französische Gemeinde mit 1.023 Einwohnern (Stand: 1. Januar 2022) im Département Cantal in der Region Auvergne-Rhône-Alpes; sie gehört zum Arrondissement Mauriac und zum Kanton Ydes. Die Einwohner werden Champagnacois genannt.

## Geographie
Champagnac liegt in den nordwestlichen Ausläufern des Monts-du-Cantal-Massivs, etwa 47 Kilometer nördlich von Aurillac. Die Dordogne begrenzt die Gemeinde im Westen. Umgeben wird Champagnac von den Nachbargemeinden Saint-Pierre im Norden, Saint-Julien-près-Bort im Norden und Nordosten, Madic im Osten, Ydes im Südosten, Bassignac im Süden, Veyrières im Süden und Südwesten sowie Sérandon im Westen.

## Bevölkerungsentwicklung
| Jahr                       | 1962 | 1968 | 1975 | 1982 | 1990 | 1999 | 2008 | 2019 |
| Einwohner                  | 1660 | 1390 | 1418 | 1382 | 1339 | 1169 | 1105 | 1056 |
| Quellen: Cassini und INSEE |      |      |      |      |      |      |      |      |

## Sehenswürdigkeiten
- Kirche Saint-Martin (auch: Kirche Notre-Dame) aus dem 12. Jahrhundert
- Bergbaumuseum

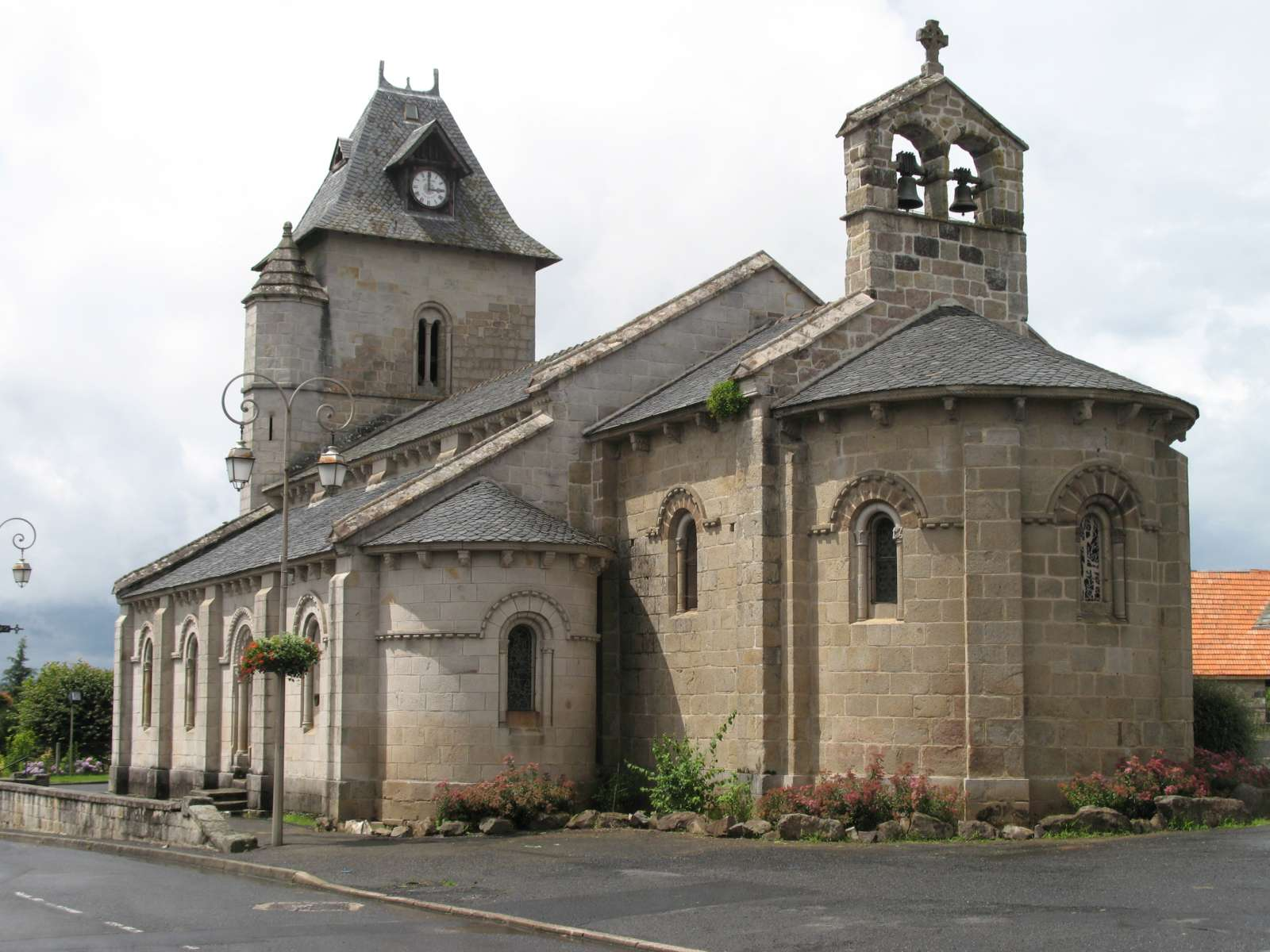
Kirche Saint-Martin
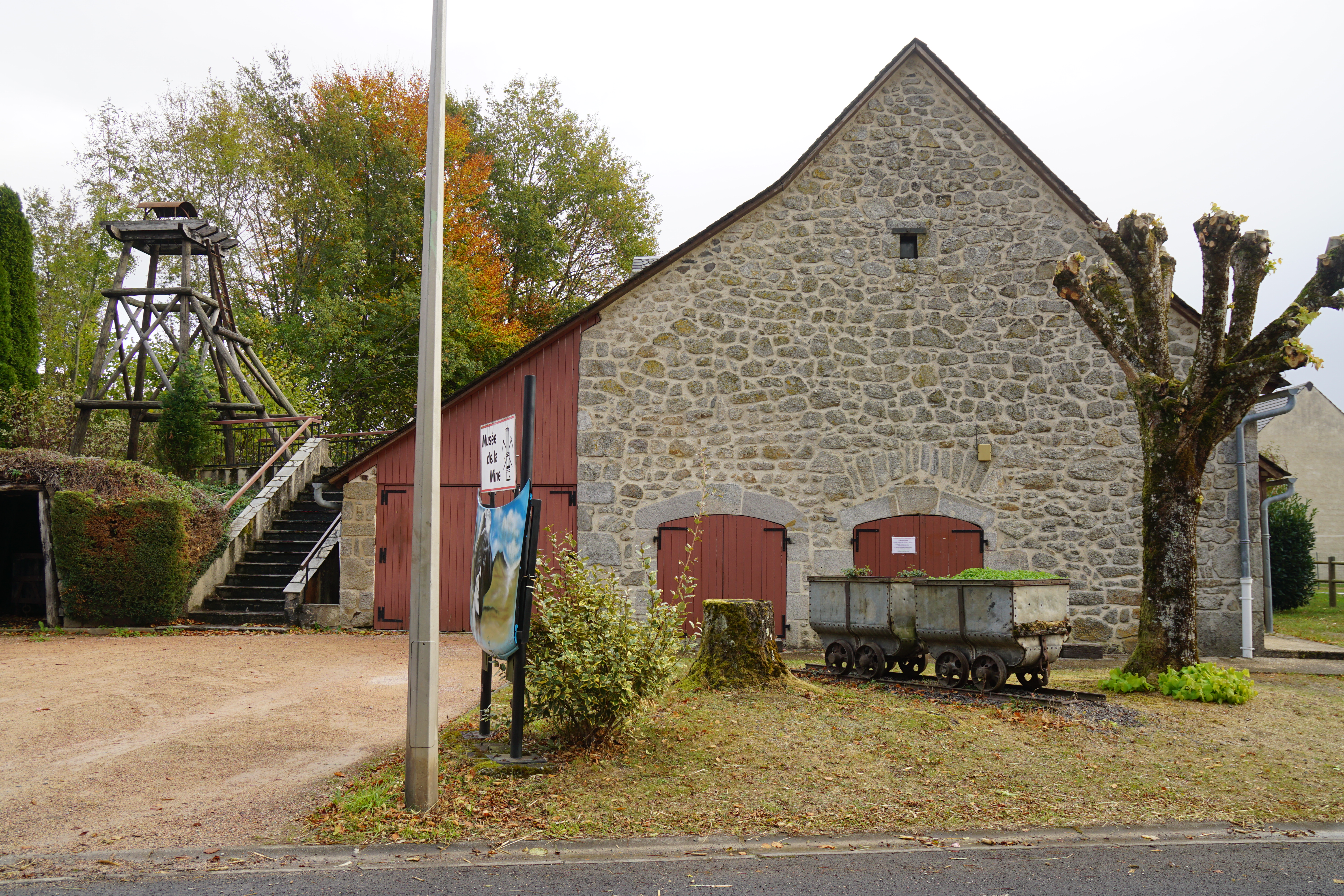
Bergbaumuseum